# Август Фридрих фон Шлезвиг-Холщайн-Готорп
Август Фридрих фон Шлезвиг-Холщайн-Готорп (на немски: August Friedrich von Schleswig-Holstein-Gottorf; * 6 май 1646, Шлезвиг; † 2 октомври 1705, Ойтин) е принц от Холщайн-Готорп и княжески епископ на Любек (1666 – 1705.

## Живот
Той е седмият син на херцог Фридрих III фон Шлезвиг-Холщайн-Готорп (1597 – 1659) и съпругата му Мария Елизабет Саксонска (1610 – 1684), дъщеря на курфюрст Йохан Георг I от Саксония. Сестра му Хедвига Елеонора (1636 – 1715) се омъжва през 1654 г. за по-късния крал Карл X Густав от Швеция.
През 1656 г. Август Фридрих става коадютор на брат си Кристиан Албрехт с правото да го наследи и от 1666 до смъртта си 1705 г. княз-епископ на Любек.
От 1684 до 1689 г. княжеското епископство на Август Фридрих и собственостите в Шлезвиг-Холщайн на брат му Кристиан Албрехт са окупирани от датска войска.
Август Фридрих се жени на 21 юни 1676 г. в Хале за принцеса Кристина (* 25 август 1656, † 27 април 1698), дъщеря на херцог Август фон Саксония-Вайсенфелс. Те резидират в дворец Ойтин. Бракът е бездетен.
Той умира на 59 години на 2 октомври 1705 г. Погребан е при съпругата си в Мариентиден-капелата на катедралата на Любек.
Той е член на литературното общество Fruchtbringenden Gesellschaft.